# RPG-18
RPG-18 Mucha (rusky РПГ-18 Муха) je sovětský ruční protitankový raketomet vyvinutý na přelomu 60. a 70. let 20. století po vzoru amerického M72 LAW.
RPG-18 je jednorázová zbraň skládající se z odpalovacího zařízení, předem nabitého projektilu a jednoduchých sklopných mířidel (možnosti nastavení vzdálenosti: 50, 100, 150, 200 metrů). RPG-18 se přepravuje složená a před výstřelem je nutné zbraň rozložit vysunutím hlavně. Od roku 1972 bylo vyrobeno a používáno Sovětskou armádou, východoněmeckou Nationale Volksarmee a četnými partyzánskými formacemi kolem 1,5 milionu těchto zbraní.
Nástupcem RPG-18 se stal RPG-22, konstrukčně vycházející z „osmnáctky“, ale s větší ráží – 72,5 mm. Nástupcem RPG-22 se stal granátomet RPG-26, také upravená verze RPG-18.